# Władysław Podkowiński

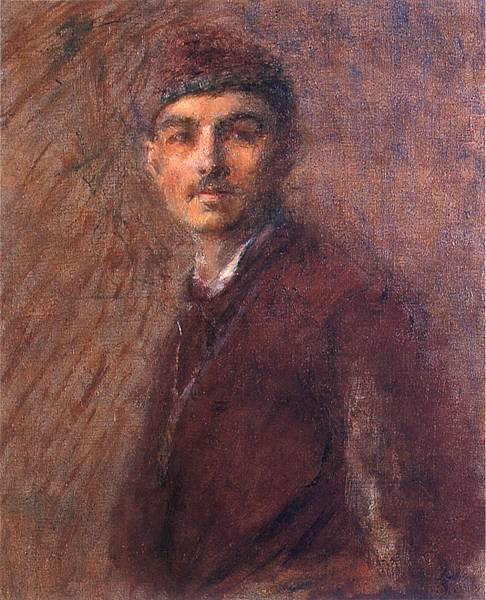
Autorretrato de 1887

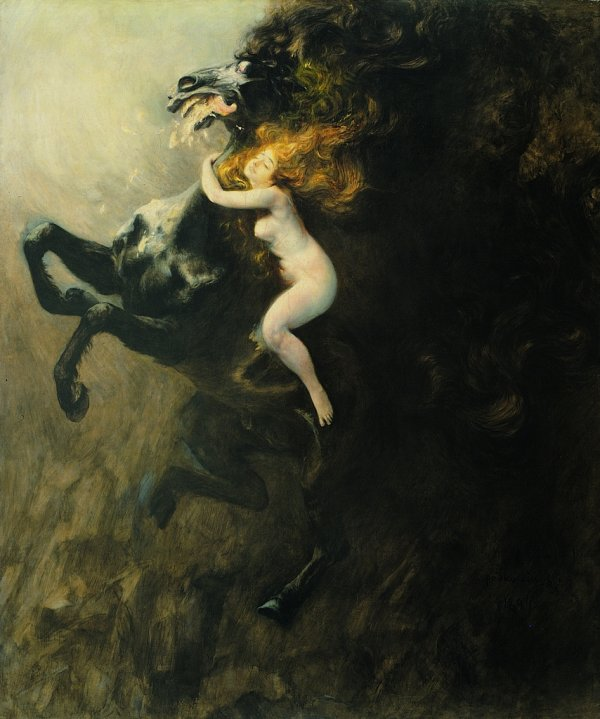
La Folie, 1894.

Władysław Podkowiński (4 de fevereiro de 1866 – 5 de janeiro de 1895) foi um pintor e ilustrador polonês associado à Jovem Polônia.
Nascido em Varsóvia, iniciou seus estudos artísticos na academia de pintura de Wojciech Gerson. Em 1885, junto ao seu amigo Józef Pankiewicz, foi estudar na Academia Imperial de Artes de São Petersburgo.
Depois de uma viagem a Paris, novamente com Pankiewicz, este último ficou embevecido e influenciado pelos pintores  Impressionistas e suas obras, sobretudo por Claude Monet. 
Seu quadro mais famoso, Szał uniesień (O frenesi das exultações), em tamanho natural (275 × 310 cm), causou um grande escândalo ao ser exposto em 1894 e pouco mais de um mês depois Podkowinski o destruiu com uma faca. Foi restaurado após sua morte.
Faleceu aos 28 anos por causa de  tuberculose, em Varsóvia.

## Obras selecionadas

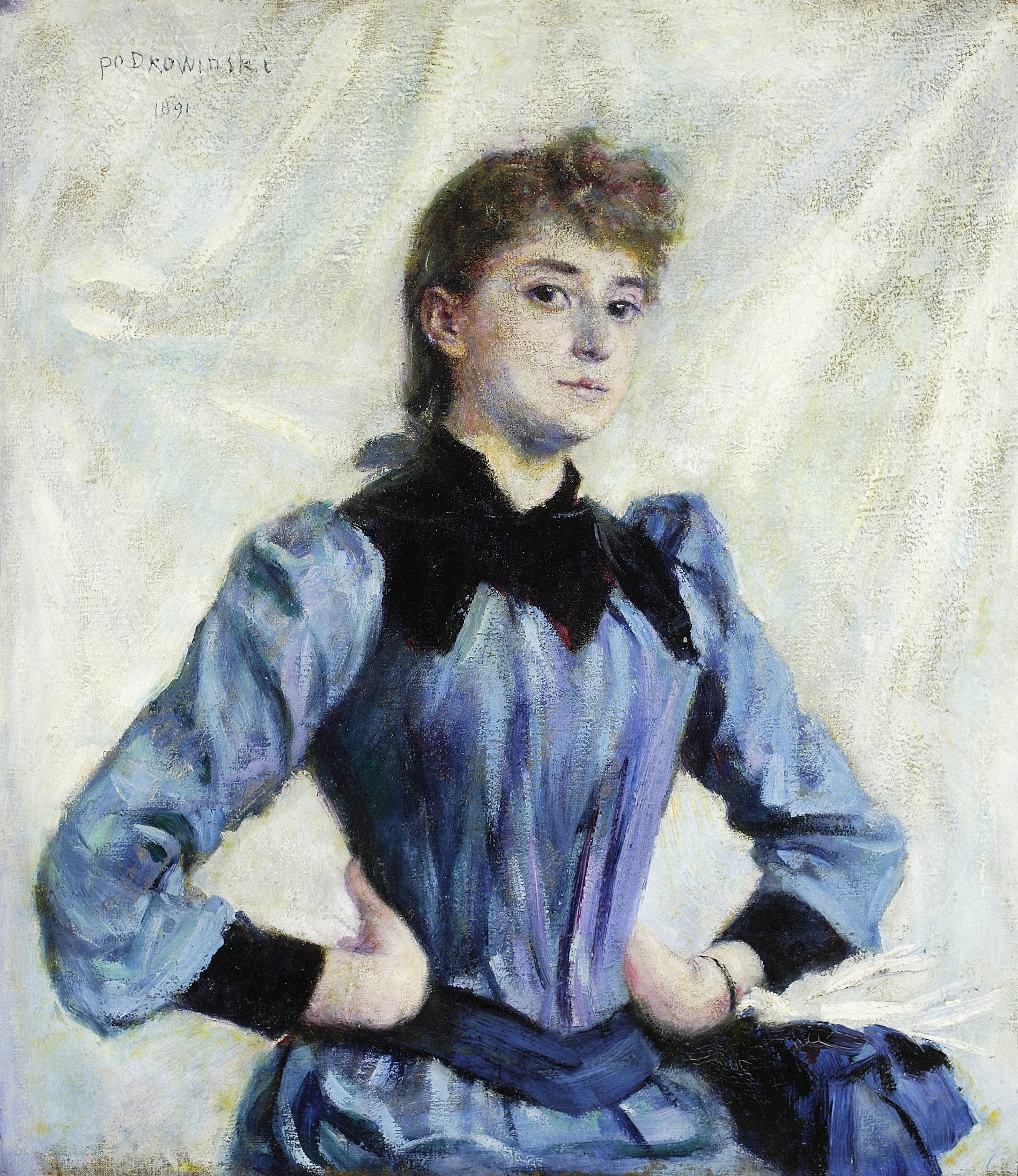
Estudo de uma mulher loira
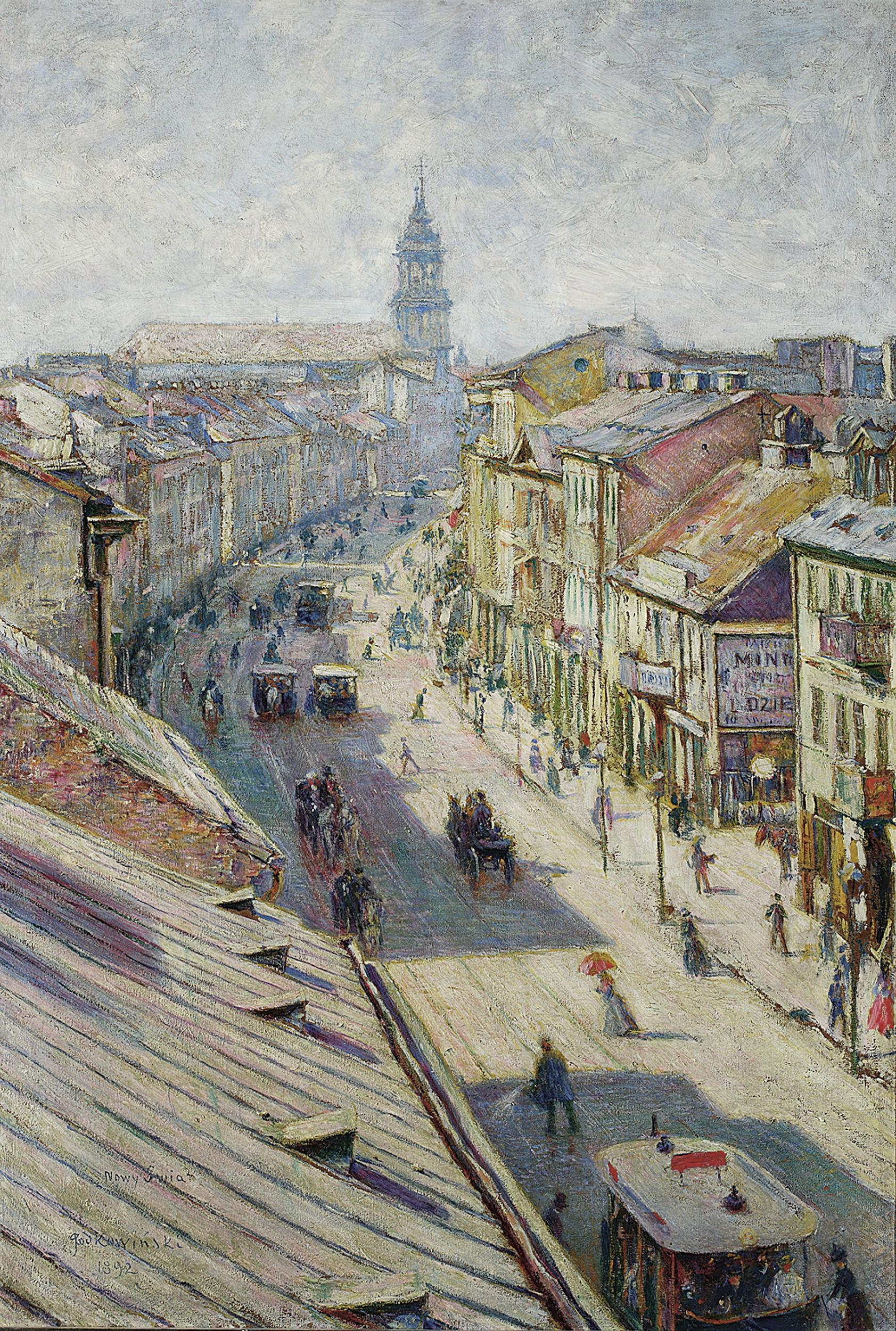
Nowy Świat em um dia de verão
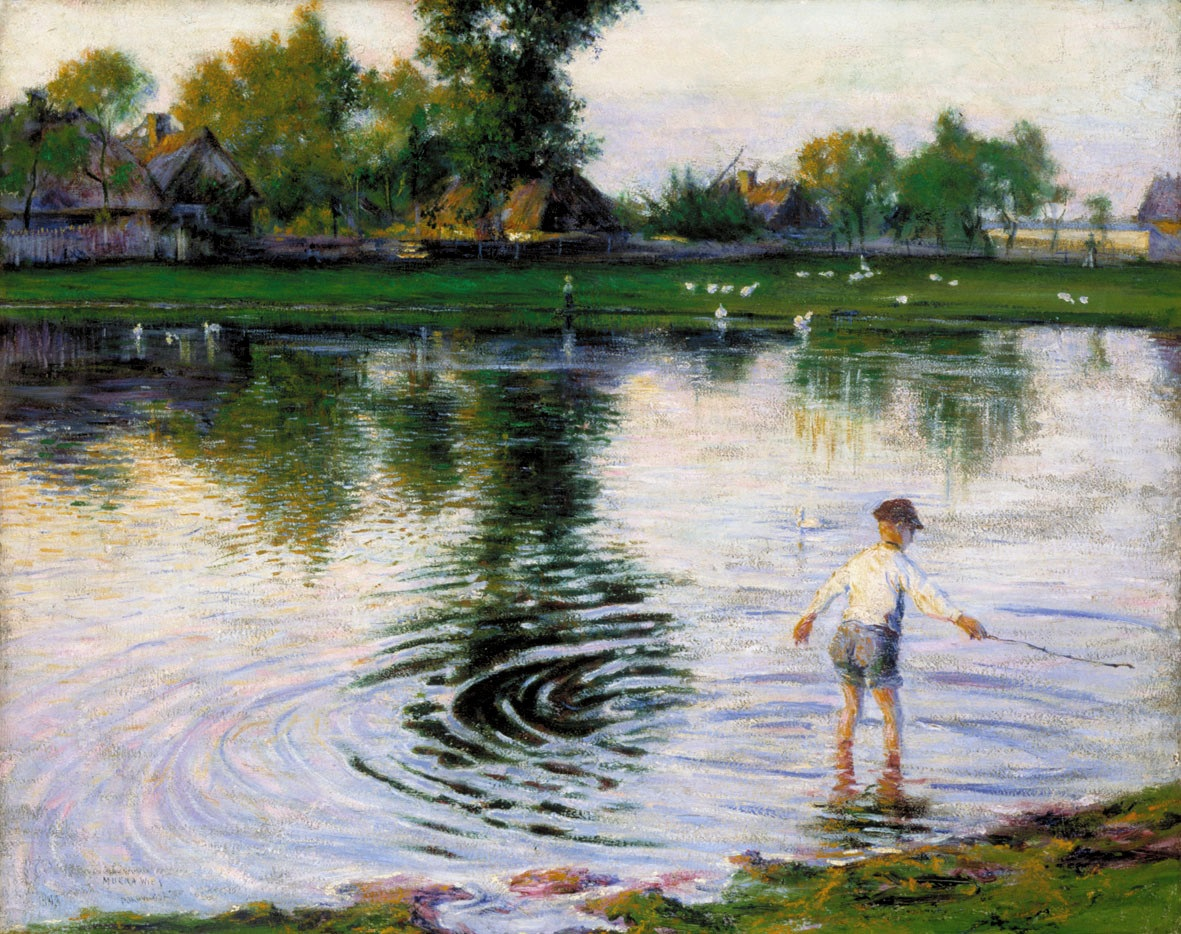
Vila à beira d'água
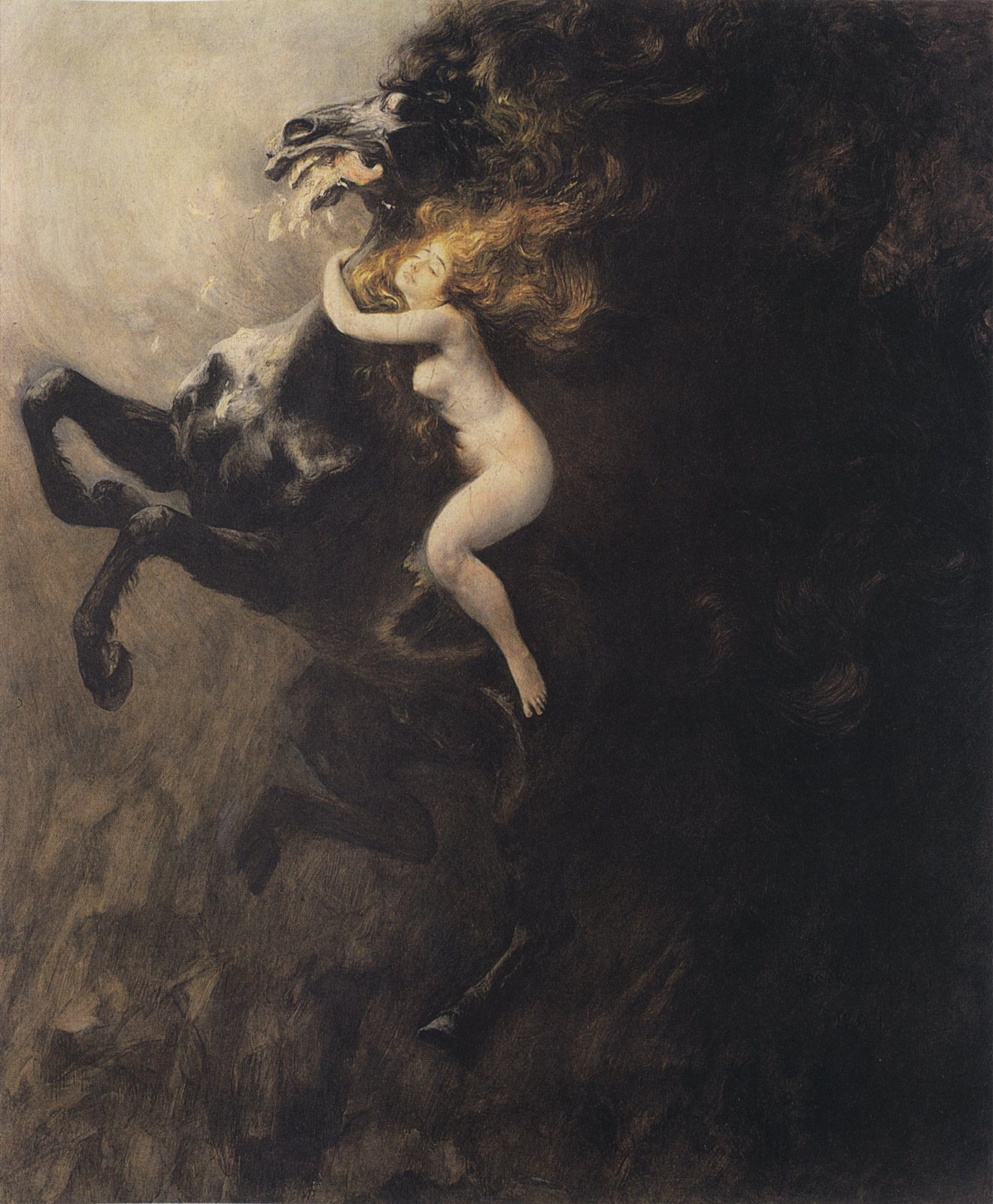
Frenzy